# Тайна мотеля «Медовый месяц»
«Тайна мотеля „Медовый месяц“» (нем. Fleisch, с нем. — «Мясо») — западногерманский фильм-триллер на тематику торговли органами, снятый в 1979 году режиссёром Райнером Эрлером на киностудии Pentagramma по заказу ZDF. Телевизионная премьера фильма состоялась 21 мая 1979 года. В 2007 году был выпущен ремейк под названием «Синдикат смерти», снятый режиссёром Оливером Шмитцем.

## Сюжет
Майк и Моника, студенты Принстонского университета, остановились в дешёвом мотеле в Лас-Крусесе, штат Нью-Мексико, во время медового месяца. Через некоторое время Майка похищают медики на автомобиле скорой помощи. Моника, едва одетая, пытается сбежать, но похитители начинают её преследовать. Менеджер мотеля сообщает похитителям о её попытке побега. Моника останавливает грузовик, водитель которого, Билл, сначала не верит в её историю, но вскоре они вместе начинают искать Майка.
В ходе поисков Моника и Билл обнаруживают синдикат, занимающийся торговлей органами. В клинике в Розуэлле органы похищенных туристов, накачанных наркотиками, извлекаются и пересаживаются доктором Джексоном и её ассистентом богатым пациентам. Моника и Билл приезжают в клинику, угнав фургон и приняв идентичности водителя скорой помощи и медсестры. Они получают доступ в клинику, но Моника не находит Майка.
Моника связывается с доктором Джексоном, не подозревая о её роли руководителя клиники. Джексон демонстрирует Монике свою клинику, в то время как та сообщает о поисках похищенного Майка. Впечатлившись решимостью Моники, доктор Джексон организует транспортировку доноров, среди которых находится Майк. Персонал клиники не осведомлён об истинных намерениях Моники и Билла и планирует использовать их как дополнительных доноров.
При приземлении самолёта в Нью-Йорке Моника сбегает и пытается скрыться в городе, пока её не находит детектив, которому она рассказывает свою историю. Она не знает, что доктор Джексон также находится в Нью-Йорке и собираеться сдаться полиции, чтобы дать показания против преступной организации, с которой она столкнулась три года назад. Джексон содействует спасению Майка и Билла от этой мафии, используя свои связи для вывода пациентов из клиники, и пытается отвлечь преследователей, в результате чего погибает.

## В ролях
- Ютта Шпайдель[англ.] — Моника
- Вольф Рот[англ.] — Билл
- Герберт Герман[нем.] — Майк
- Шарлотта Керр[англ.] — доктор Джексон
- Кристоф Линдерт[нем.] — ассистент доктора Джексона
- Роберт Каннигэм — сержант
- Теди Элтис — хозяйка
- Бен Зеллер — фельдшер

## Производство и премьера
Съёмки фильма проходили в Соединённых Штатов Америки. Сцена свадьбы была снята на кампусе Принстонского университета. Мотель Honeymoon Inn располагался по адресу 3995 West Picacho Avenue, Лас-Крусес, Нью-Мексико. Сцена трансплантологии с доктором Джексоном снималась в аэропорту Розуэлла.
Эпизоды побега в Нью-Йорке были отсняты в парках аттракционов Кони-Айленда и в нью-йоркском метрполитене. Дополнительные сцены были сняты на северо-восточной окраине Центрального парка и на острове Рузвельт. Музыку к фильму написал Юджен Томасс. Песню How Much Is Anyone Worth написал и исполнил Рон Уильямс, который также исполнил роль певца в начале фильма.
Первая трансляция фильма состоялась 21 мая 1979 года в 21:20 на канале ZDF. Премьера в немецких кинотеатрах состоялась 27 сентября того же года. В ГДР фильм вышел в прокат 27 ноября 1981 года. Права на показ в кинотеатрах ГДР истекли в июле 1986 года. В кинотеатрах ГДР демонстрировалась сокращённая версия фильма. Например, были вырезаны продолжительные сцены, в которых водитель-дальнобойщик Билл берёт с собой девушку Монику и разгружает свой груз в Нью-Йорке.
Первая телевизионная трансляция в ГДР состоялась 16 июля 1988 года и включала вырезанные сцены. Однако телеверсия также была сокращена; короткий диалог между Моникой и хозяйкой мотеля, в котором девушка упоминает, что она «краут, фриц, фройляйн», а также фраза водителя Билла о его национальности были вырезаны. Сокращённая версия фильма была повторна показана в качестве «фильма по вашему выбору» на телевидении ГДР в январе/феврале 1990 года.
Телеканале ZDF также транслировал сокращённую версию фильма, включая сцены, вырезанные в восточногерманском прокате, за исключением начальной сцены в музыкальной студии, что привело к началу фильма со вступительных титров в последующих трансляциях на канале ZDF, состоявшихся 30 октября 1982 года в 23:05 и 16 июня 1989 года в 23:25.
«Тайна мотеля „Медовый месяц“» вызвала общественный скандал и привела к резким протестам со стороны медицинских работников, которые воспринимали его как пропаганду и разжигание диких предрассудков. Фильм демонстрировался более чем в 120 странах и считается «классикой социально-критического телефильма той эпохи и важной вехой в творчестве режиссёра Райнера Эрлера». Фильм был выпущен на DVD 10 апреля 2003 года.

## Критика
Журналист газеты Frankfurter Allgemeine Zeitung Михаэль Шварце писал, что режиссёр Райнер Эрлер иллюстрирует страхи перед медицинской технологией и помогает зрителям предугадывать ситуации, моделируя решения для реальной жизни:
Эрлер иллюстрирует страхи перед медицинской технологией, выводя их из сферы бессознательного. В таких фильмах используются подлинные возможности искусства для изображения возможного, что способствует ощущать реальность. В игровой форме зрители могут предугадывать ситуации и моделировать решения, необходимые в реальной жизни. Ограничение этой возможности протестами запирает вымысел и делает его излишним.Оригинальный текст (нем.)Erler bebildert diese Ängste gegenüber dieser medizinischen Technologie, holt sie aus dem Bereich des Unbewußten. Filme wie diese nützen die genuinen Möglichkeiten der Kunst, Mögliches so präzise auszumalen, dass es für Menschen den Charakter des Wirklichen erhält. Sozusagen spielerisch können Zuschauer so Situationen antizipieren, Entscheidungen simulieren, die ihnen die Wirklichkeit später einmal abverlangen mag. Wer diese Möglichkeit mit geharnischten Protesten beschneiden will, sperrt die Fiktion in das Hier und Heute ein und macht sie überflüssig.Михаэль Шварце, Frankfurter Allgemeine Zeitung
Современная критика отмечала, что фильм «растрачивает потенциал серьёзной социальной критики и развлекательного боевика»:
Телевизионный фильм Эрлера растрачивает потенциал серьёзной социальной критики и развлекательного боевика из-за неизобретательной режиссуры и чрезмерно надуманного сценария.Оригинальный текст (нем.)Erlers für das Fernsehen inszenierter Film verschenkt durch seine einfallsarme Inszenierung und sein allzu konstruiertes Drehbuch alle Möglichkeiten zwischen engagierter Gesellschaftskritik und spannender Actionunterhaltung.Lexikon des internationalen Films

## Награды и номинации
- 1980: «Золотая нимфа» в номинации «Лучшая режиссура» на 20-м Международном телевизионном фестивале в Монте-Карло

## Роман
Райнер Эрлер адаптировал сценарий «Тайны мотеля „Медовый месяц“» в роман, первоначально опубликованный издательством Goldmann Verlag. Переработанное издание было опубликовано издательством Shayol Verlag в 2006 году (ISBN 3-926126-57-4). В ГДР роман «Тайна мотеля „Медовый месяц“» был опубликован в серии Delikte Indizien Ermittlungen в 1987 году (ISBN 3-360-00059-5).